# ING Bank
ING Bank N.V. è una banca diretta facente parte del Gruppo olandese ING, presente in più di 40 Paesi, di cui 15 in Europa. Denominata fino al 2014 ING Direct N.V., nello stesso anno è stata incorporata nell'attuale azienda, analogamente ad altre realtà dello stesso gruppo, quali, ad esempio, ING Lease N.V. A ottobre 2018 il gruppo finanziario olandese ha deciso di elidere definitivamente il suffisso Direct, pertanto la denominazione della banca è divenuta solamente ING.

## Dati finanziari
| Anno | Numero di clienti |
| ---- | ----------------- |
| 2020 | 39 300 000        |
| 2019 | 38 000 000        |
| 2016 | 35 000 000        |
| 2010 | 23 000 000        |
| 2008 | 19 000 000        |
| 2005 | 6 000 000         |
| 2004 | 11 500 000        |
| 2003 | 8 500 000         |
| 2002 | 5 000 000         |
| 2001 | 2 600 000         |
| 2000 | 800 000           |
| 1999 | 300 000           |

ING conta quasi 40 milioni di clienti, di cui 16,2 milioni di clienti primary, ovvero che hanno ING come banca principale. In Italia, a fine 2024, il numero di clienti registrati è di circa 1.275.000, con più di 500.000 clienti primary.
ING è al primo posto per Net Promoter Score (NPS) in 5 dei suoi 10 mercati retail, mentre ha ottenuto un NPS di 74 punti per la divisione Wholesale Banking. Nel 2024 è stato confermato il rating A+ da parte di Fitch, relativo alla stabilità finanziaria dell’istituto.
Inoltre la Banca Centrale Europea ha incluso ING tra le banche europee più sicure, grazie a un CET1 ratio pari al 13,6%. Nel 2024 ING ha registrato un utile netto di 6,39 miliardi di euro, il secondo miglior risultato nella sua storia dopo il record del 2023. Le commissioni sono cresciute a doppia cifra, superando per la prima volta i 4 miliardi di euro. Il reddito totale ha raggiunto i 22,6 miliardi, con un aumento significativo dei depositi e dei prestiti core.

## Ing Bank N.V. nel mondo

Ing Bank N.V. nel mondo (2009)

| Stato       | Anno apertura filiale |
| ----------- | --------------------- |
| Canada      | 1997                  |
| Belgio      | 1998                  |
| Australia   | 1999                  |
| Spagna      | 1999                  |
| Stati Uniti | 2000                  |
| Francia     | 2000                  |
| Italia      | 2001                  |
| Regno Unito | 2003                  |
| Germania    | 2004                  |
| Austria     | 2005                  |

### Italia
ING è presente in Italia dal 2001, anno in cui ha lanciato il conto di deposito Conto Arancio e inaugurato la sua prima filiale sul territorio a Bergamo. La sede della succursale italiana ING Bank N.V. Milan Branch è situata a Milano, in viale Fulvio Testi 250. Nel 2012 la divisione italiana di ING ha fatturato 23 miliardi di euro. I canali di diffusione digitale di ING ('web', app. e reti sociali) rappresentano il 96% delle attività operative della banca. I punti vendita fisici sono 32: 17 filiali tradizionali, 4 Arancio store e 11 "Punti Arancio", per un totale di circa 900 dipendenti. A oggi l'offerta di prodotti comprende Conto Corrente Arancio, Conto Arancio, Mutuo Arancio, Prestito Arancio, Investimenti Arancio, trading e assicurazione vita; tutti i prodotti sono gestiti direttamente online o telefonicamente. Altre modalità di accesso alla banca sono attraverso il sito mobile (m.ingdirect.it) e, da gennaio 2013, tramite l'applicazione per iPhone e Android. A ottobre 2018 il gruppo finanziario olandese ha deciso di elidere definitivamente anche in Italia il suffisso Direct, pertanto la denominazione della banca è divenuta solamente ING.
La succursale italiana della banca ha ottenuto per 12 anni consecutivi la certificazione Top Employer e per il secondo anno di fila la certificazione Great Place To Work.
Nel marzo 2019 la Banca d'Italia, a seguito di verifiche ispettive, ha disposto all'istituto bancario il blocco dell'acquisizione di nuova clientela; contemporaneamente la Procura di Milano ha avviato un'indagine per ipotesi di riciclaggio nella filiale italiana ING Bank Milan Branch. Per una vicenda simile, nel settembre 2018 la capogruppo olandese era stata costretta a pagare alle autorità dei Paesi Bassi una multa di 775 milioni di euro. Nel dicembre 2019, ING presenta alla procura di Milano una richiesta di patteggiamento per una cifra pari a 30 milioni di euro (29 milioni dei quali come confisca del presunto reato, il restante 1 milione come risarcimento della pena) per l'archiviazione della vicenda. Nel febbraio 2020 il Tribunale di Milano accoglie la richiesta della filiale italiana di ING. Nello stesso mese, Bankitalia sanziona l'istituto di credito per 3,5 milioni di euro a causa delle carenze nelle verifiche sui clienti e sulle norme antiriciclaggio. Poco dopo, Il 20 febbraio ING rende noto che il CEO Ralph Hamers, in carica dal 2013 e presente nel gruppo olandese da circa trent'anni, lascerà a giugno la guida di ING per assumere la stessa posizione nell'istituto finanziario svizzero UBS; l'incarico sarà effettivo da novembre.

#### Ambiente di lavoro
ING Italia è riconosciuta per il proprio modello di gestione delle risorse umane, che pone al centro il benessere e lo sviluppo professionale dei dipendenti. La succursale italiana della banca ha ottenuto per 12 anni consecutivi la certificazione Top Employer e per il secondo anno di fila la certificazione Great Place To Work.
Tra le iniziative implementate che hanno contribuito all’ottenimento di tali riconoscimenti c’è lo smart working flessibile: seguendo un modello di gestione basato sulla responsabilizzazione e il lavoro per obiettivi, i dipendenti possono scegliere quanto, come e dove lavorare, affinché riescano a conciliare esigenze professionali e personali, purché gli obiettivi lavorativi prefissati vengano raggiunti. Il programma include anche la possibilità di smart working fino a 30 giorni dall’estero e congedi extra per genitori e caregiver.

## Controversie
ING ha sostenuto nel 2008 il debito dell'Islanda, perdendo così in quell'anno il 25% delle quotazioni. 
Nell'ottobre 2008 ING è stata ricapitalizzata dal governo olandese per affrontare la crisi in atto. Il governo ha utilizzato circa metà dei fondi predisposti per il salvataggio delle banche per l'acquisto di azioni privilegiate, per un valore di circa 10 miliardi di euro. È stata stimata una perdita netta di circa 1 miliardo di euro a fine 2008. La banca olandese ha altresì annunciato "severi passi per ridurre rischi e costi" che prevedevano, per il 2009, il taglio di settemila posti di lavoro.

## Sponsor
Dal 2003 il gruppo ING è patrocinante principale della maratona di New York. Il gruppo è inoltre patrocinante del Rijksmuseum di Amsterdam e del Museum of Modern Art di New York. Il gruppo creditizio olandese siglò nel 2005 un contratto di sponsorizzazione con la scuderia di Formula 1 Renault, conclusosi alla fine della stagione 2009: i motivi di tale decisione dipesero dagli oneri troppo elevati per rinnovare annualmente la propria presenza nel circus di Bernie Ecclestone, e dalla crisi economica che obbligò tutte le banche a ridurre i costi di iniziative di mercatistica. Perciò, in seguito alla condanna espressa dal Consiglio Mondiale della FIA, ING Direct decise di interrompere immediatamente il suo rapporto di sponsorizzazione senza attendere la fine del campionato.